# Сільська адміністрація Маншук Маметової
Сільська адміністрація Маншу́к Маме́тової (каз. Мәншүк Мәметова ауылдық әкімдігі, рос. Сельская администрация Маншук Маметовой) — адміністративна одиниця у складі Цілиноградського району Акмолинської області Казахстану. Адміністративний центр та єдиний населений пункт — село Маншук Маметова.
Населення — 709 осіб (2021; 817 у 2009, 907 у 1999, 1065 у 1989).
Станом на 1989 рік існували Красноярська сільська рада (села Жангизкудук, Красноярка) та сільська рада імені Маншук Маметової (село Маншук). 1993 року ці сільради утворили Красноярський сільський округ. 2000 року зі складу Красноярського сільського округу виділено Маншуцький сільський округ. Пізніше сільський округ перетворено в Маншуцьку сільську адміністрацію, з 2023 року маю сучасну назву.